# Limnophila serena
Limnophila serena är en tvåvingeart som beskrevs av Alexander 1928. Limnophila serena ingår i släktet Limnophila och familjen småharkrankar. Inga underarter finns listade i Catalogue of Life.